# Quintin
Quintin település Franciaországban, Côtes-d’Armor megyében. Lakosainak száma 2743 fő (2022. január 1.). Quintin Le Fœil és Saint-Brandan községekkel határos.

## Népesség
A település népességének változása:
| Lakosok száma | 2727 | 2814 | 2602 | 2797 | 2822 | 2809 | 2838 | 2867 | 2822 | 2743 |
|               | 1968 | 1982 | 1990 | 2006 | 2013 | 2015 | 2017 | 2019 | 2020 | 2022 |